# 通販!なりゆき番組 隊長@谷隼人の風雲ラジオショッピングぅ
通販!なりゆき番組 隊長@谷隼人の風雲ラジオショッピングぅは、2019年1月1日より一部の地方ラジオ局で放送されているラジオ番組である。

## 概要
- かつての人気テレビ番組「風雲!たけし城」で人気を博した谷隼人扮する谷隊長がラジオ番組に進出。テーマ音楽には「たけし城」のテーマミュージックが使用されている(エンディングは「たけし城」の人気アトラクションだった「ジブラルタル海峡」のシーンのBGMのアレンジ版)。

ラジオ大阪でも早朝に放送されていたが2023年9月をもって終了した。
2024年10月4日以降、ミュージックバード for Community FMを通じ、全国のコミュニティFM放送局で毎週金曜日5:45 - 5:55に放送されている。
また、谷の代わりに川崎麻世が出演する回もある（この場合、『風雲ラジオショッピング』として放送）。

## 出演
- 谷隼人
- 川崎麻世
- 四元江里香（ライフコンシェルジュ社長）